# Conospermum huegelii
Conospermum huegelii (лат.) — многолетнее травянистое растение, вид рода Коноспермум (Conospermum) семейства Протейные (Proteaceae), эндемик Западной Австралии.

## Ботаническое описание
Conospermum huegelii — растение высотой от 0,2 до 1 м. Цветёт с июля по октябрь, образуя голубовато-кремовые цветки. Многолетнее травянистое растение с короткими листовыми побегами. Гладкие цветочные черешки до 60 см в высоту, со скученными к кончикам цветками. Синие цветы имеют трубчатую форму длиной 0,75 см. Мягкие изогнутые игольчатые листья имеют длину от 5 до 20 см.

## Таксономия
Впервые этот вид был описан в 1838 году австрийским ботаником Штефаном Эндлихером в Stirpium Australasicarum Herbarii Hugeliani Decades Tres. Видовое название — в честь австрийского аристократа и ботаника Карла фон Хюгеля (1795—1870).

## Распространение
Conospermum huegelii — эндемик Западной Австралии. Встречается в болотистой местности и среди обнажений гранита на прибрежной равнине Суон и на хребте Дарлинг в Западной Австралии, где растёт на песчано-гравийных почвах.

## Культивирование
Это красивое декоративное растение подходит для садов или контейнеров. Цветки используются для украшения и хорошо сохраняются. Вид относительно трудно приживается. Размножение черенкованием, также можно сеять семенами.